# عشق یک سگ
عشق یک سگ (انگلیسی: A Dog's Love) یک فیلم صامت آمریکایی است که در سال ۱۹۱۴ منتشر شد. از بازیگران آن می‌توان به هلن بگلی اشاره کرد. کپی‌هایی از این فیلم در موزه‌های آمریکا و کانادا موجود هستند.